# Distretto di Vanimo-Green River
Il distretto di Vanimo-Green River, in inglese Vanimo-Green River District, è un distretto della Papua Nuova Guinea appartenente alla provincia di Sandaun.Ha una superficie di 10.295 km² e 35.000 abitanti (stima nel 2000)